# Alexander Krone
Alexander Krone (* 7. Dezember 1970 in Göttingen) ist ein Brigadegeneral des Heeres der Bundeswehr und seit Juni 2024 Kommandeur des Kommandos Spezialkräfte in Calw.

## Militärische Laufbahn

### Ausbildung und erste Verwendungen
Krone trat 1990 in die Bundeswehr ein und wurde von 1990 bis 1992 im Panzergrenadierbataillon 42 in Kassel und im Panzergrenadierbataillon 52 in Rothenburg zum Offizier der Panzergrenadiertruppe ausgebildet. Anschließend wurde er 1992 Zugführer im Panzergrenadierbataillon 12 in Osterode am Harz. Von 1993 bis 1997 studierte er Staats- und Sozialwissenschaften an der Universität der Bundeswehr München.  Anschließend wurde er 1997 erneut Zugführer im Panzergrenadierbataillon 12 und 1998 Offizier für Führungsunterstützung (S6) im Bataillonsstab. Von 1999 bis 2002 war er Kompaniechef der 4. Kompanie des Panzergrenadierbataillons 12. Von 2003 bis 2005 wurde er im 46. Generalstabslehrgang Heer an der Führungsakademie der Bundeswehr in Hamburg zum Offizier im Generalstabsdienst ausgebildet.

### Dienst als Stabsoffizier
2005 wurde Krone Stabsoffizier beim Stabsabteilungsleiter VI im Führungsstab der Streitkräfte im Bundesministerium der Verteidigung in Bonn und 2007 Abteilungsleiter G 6 (Logistik) im Stab der 14. Panzergrenadierdivision in Neubrandenburg. Von 2008 bis 2009 nahm er am Command and Staff Course am Canadian Forces College in Toronto teil und war anschließend Referent für Heeresentwicklung im Bundesministerium der Verteidigung in Bonn. Von 2011 bis 2014 war er Kommandeur des Panzergrenadierbataillons 122 in Oberviechtach, von 2014 bis 2015 Referent im Sekretariat Attraktivität im Bundesministerium der Verteidigung in Berlin, von 2015 bis 2016 Referatsleiter für Grundsatzangelegenheiten der Ausbildung im Kommando Heer in Strausberg und von 2017 bis 2018 Chef des Stabes der Division Schnelle Kräfte in Stadtallendorf. Im Anschluss daran wurde er 2018 erneut ins Bundesministerium der Verteidigung am Dienstort Berlin versetzt. Dort diente er bis November 2020 als Referatsleiter für Einsatzbereitschaft, Kräfteplanung und multinationale Beteiligungen.

### Dienst als General
Am 9. November 2020 übernahm Krone, als Nachfolger von Brigadegeneral Gunnar Brügner, das Kommando über die Panzergrenadierbrigade 37 in Frankenberg/Sachsen. Hier erhielt er im März 2022 die Ernennung zum Brigadegeneral. Am 7. Juni 2024 übergab er das Kommando an David Markus. Von 2022 bis 2024 war er zusätzlich Kommandeur der NATO Response Force (Land). Am 14. Juni 2024 wurde er Kommandeur des Kommandos Spezialkräfte.

### Auslandseinsätze
- 2000/2001: Kompaniechef bei Kosovo Force (KFOR) in Prizren im Kosovo
- 2007/2008: Adjutant des Kommandeurs deutsche Anteile der multinationalen Eingreiftruppe Süd bei Kosovo Force (KFOR) in Prizren im Kosovo

### Auszeichnungen
- Ehrenkreuz der Bundeswehr in Gold (2013)
- Einsatzmedaille der Bundeswehr Non Article 5 (2008)
- Einsatzmedaille der Bundeswehr in Bronze KFOR (2001)
- NATO-Medaille GECONKFOR (2001)
- Einsatzmedaille Fluthilfe 2013

## Privates
Alexander Krone ist verheiratet und hat zwei Kinder.